# Howard H. Leach
Howard H. Leach, född 19 juni 1930 i Salinas, Kalifornien, är en amerikansk affärsman och diplomat. Han var USA:s ambassadör i Frankrike 2001–2005.
Innan diplomatutnämningen gjorde Leach en lång karriär som företagsledare.